# Supernova (Alice Nineのアルバム)
『Supernova』（スーパーノバ）は、Alice Nineの6枚目のオリジナル・アルバム。2014年3月19日にNAYUTAWAVE RECORDSから発売された。

## 概要
- 前作より2年ぶりのオリジナル・アルバム・リリース。
- 初回限定盤：CD＋DVD(「SEVEN」music clipを7バージョンで収録)

## 批評
CDジャーナルは「質・量ともにデビュー10周年にふさわしいボリューム感を湛えている。艶やかな叙情にメロディを浸しながら、エレクトロニック・ダンスにもヘヴィ・メタルにも振り幅を広げていくサウンドに、バンドの歴史と未来の両方を見ることができる。」と批評した。

## 収録曲

### CD
全曲作詞:将
1. SHINING [3:39]
作曲:沙我
23rdシングル。
2. ＋－ [3:34]
作曲:沙我
3. SEVEN [3:24]
作曲:沙我
4. メビウス [3:50]
作曲:将
5. Daybreak [3:54]
作曲:虎
20thシングル。
6. Shooting Star [4:35]
作曲:沙我
22ndシングル。
7. Exist [3:25]
作曲:将
iTunes先行配信曲。
8. 1 Minute Kidding [0:59]
作曲:虎
SE。次曲と繋がっている。
9. KID [3:18]
作曲:虎
10. SHADOWPLAY (Supernova Edition) [4:41]
作曲:将
21stシングルのアルバム・バージョン。
11. 開戦前夜 [4:02]
作曲:沙我
iTunes先行配信曲。
12. Prelude -resolution- [2:27]
作曲:ヒロト
SE。

### DVD
1. SEVEN MUSIC CLIP (7 versions) Main ver./Multi Angle ver./SHOU ver./HIROTO ver./TORA ver./SAGA ver./NAO ver.